# Национальная галерея современного искусства (Рим)
Национальная галерея современного искусства (итал. Galleria Nazionale d’Arte Moderna, сокращённо GNAM) — первый по времени создания музей современного искусства в Италии и Риме. В его 75 залах представлено более 5000 полотен и скульптур XIX—XX веков (начиная с эпохи Наполеона). Наиболее примечательна большая коллекция итальянской живописи.
Музей создан по инициативе министра Гвидо Баччелли в 1883 г. на территории открывшегося тогда же дворца выставок. В 1915 г. переместился в здание дворца изящных искусств на вилле Боргезе, выстроенное в начале XX века по проекту Чезаре Баццани (стиль боз-ар). Здание было расширено в 1930-е гг. и отреставрировано в конце 1990-х.
У музея есть несколько филиалов, включая собрание декоративно-прикладного искусства на вилле Бонкомпаньи-Людовизи и квартиру Марио Праца в палаццо Примоли.

## Галерея

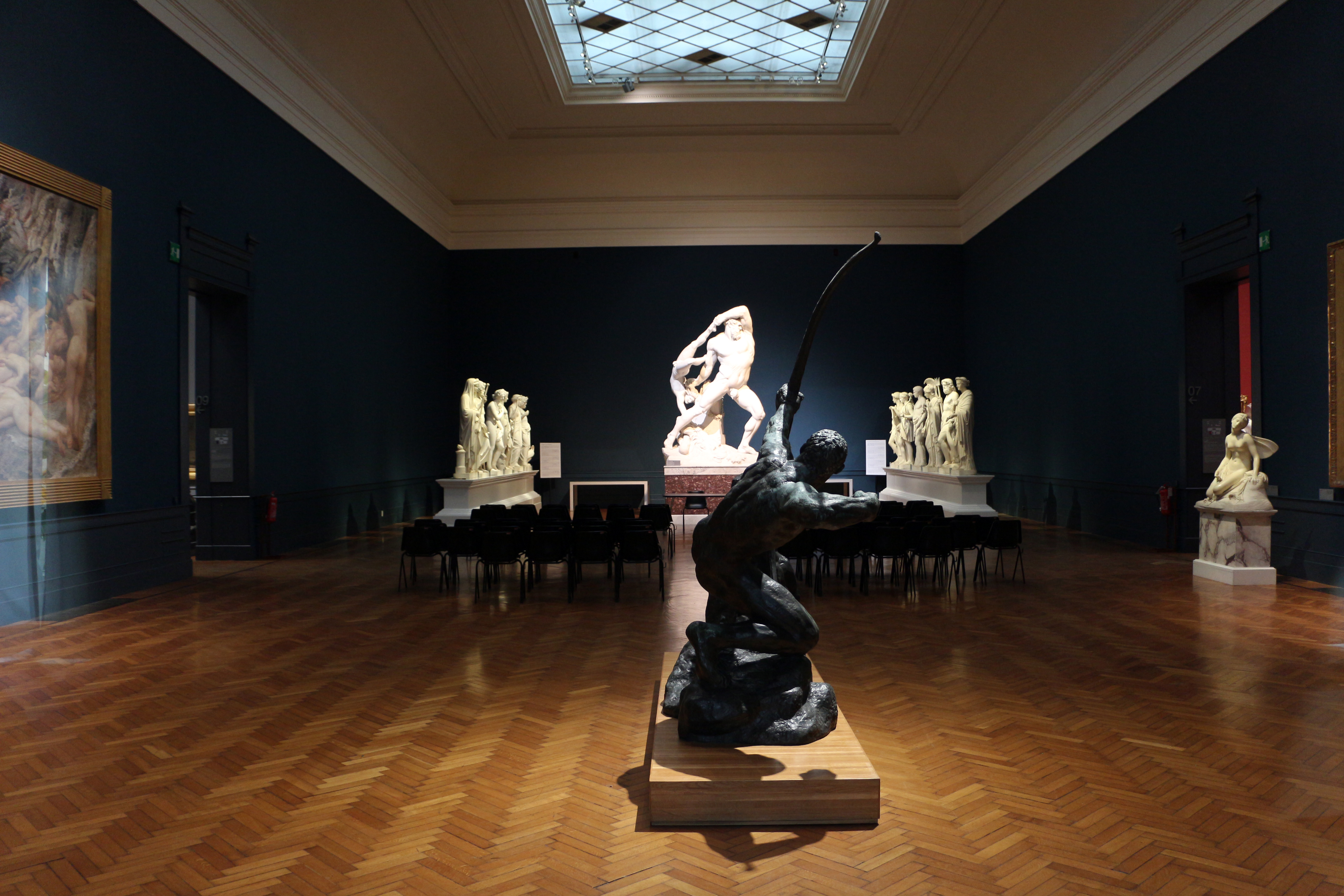
Зал Кановы
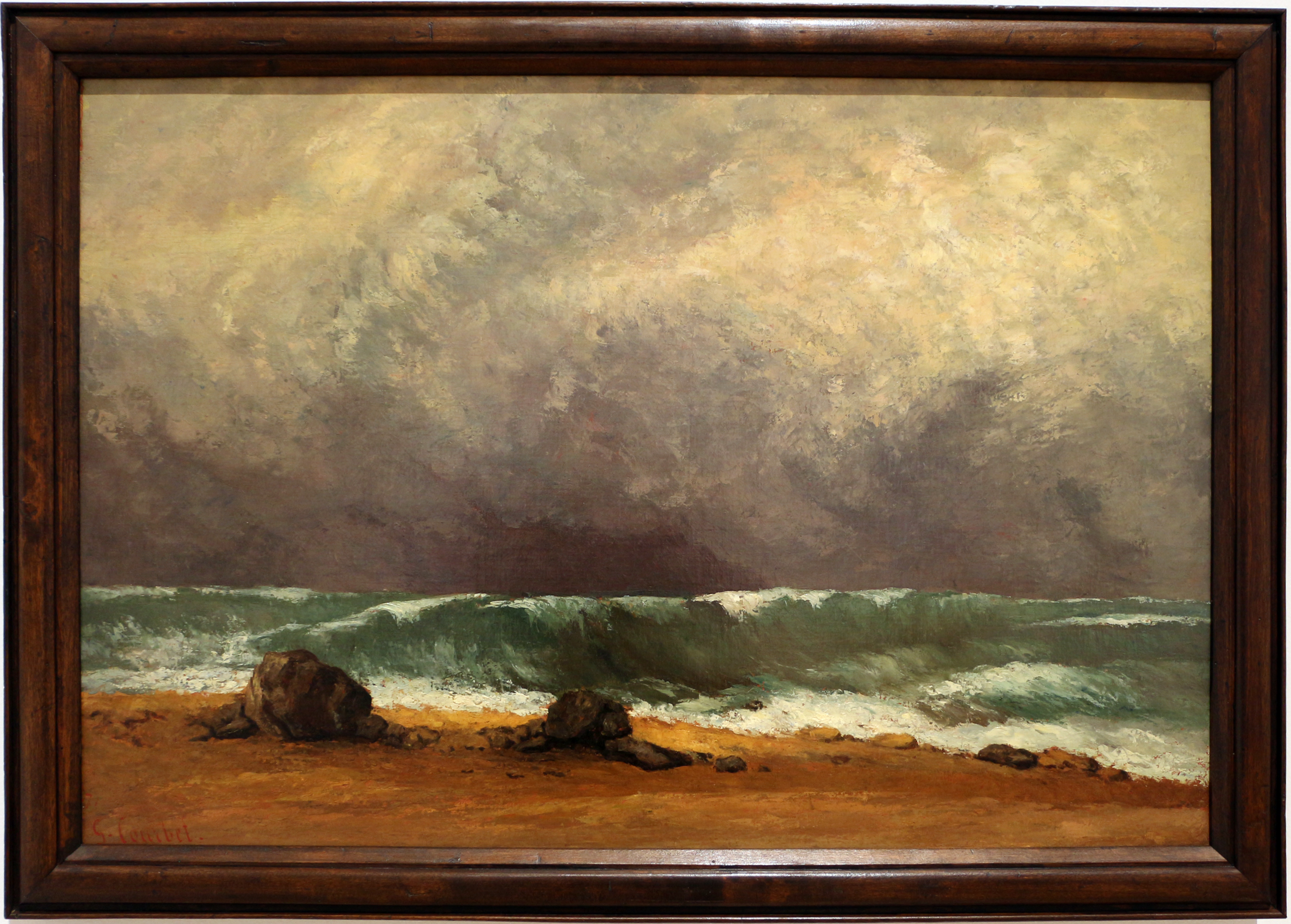
Гюстав Курбе: «Волна»
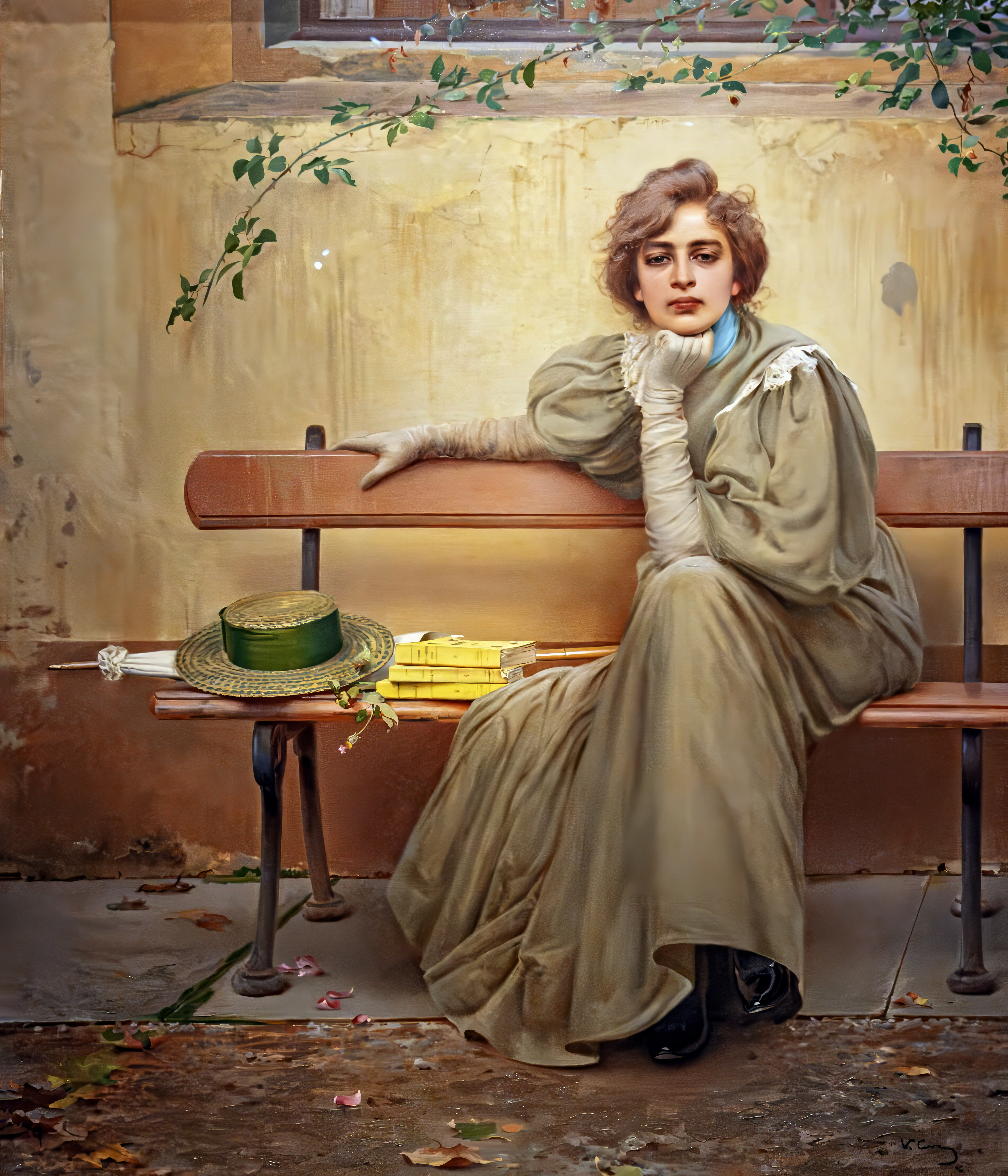
Витторио Коркос: «Мечты»
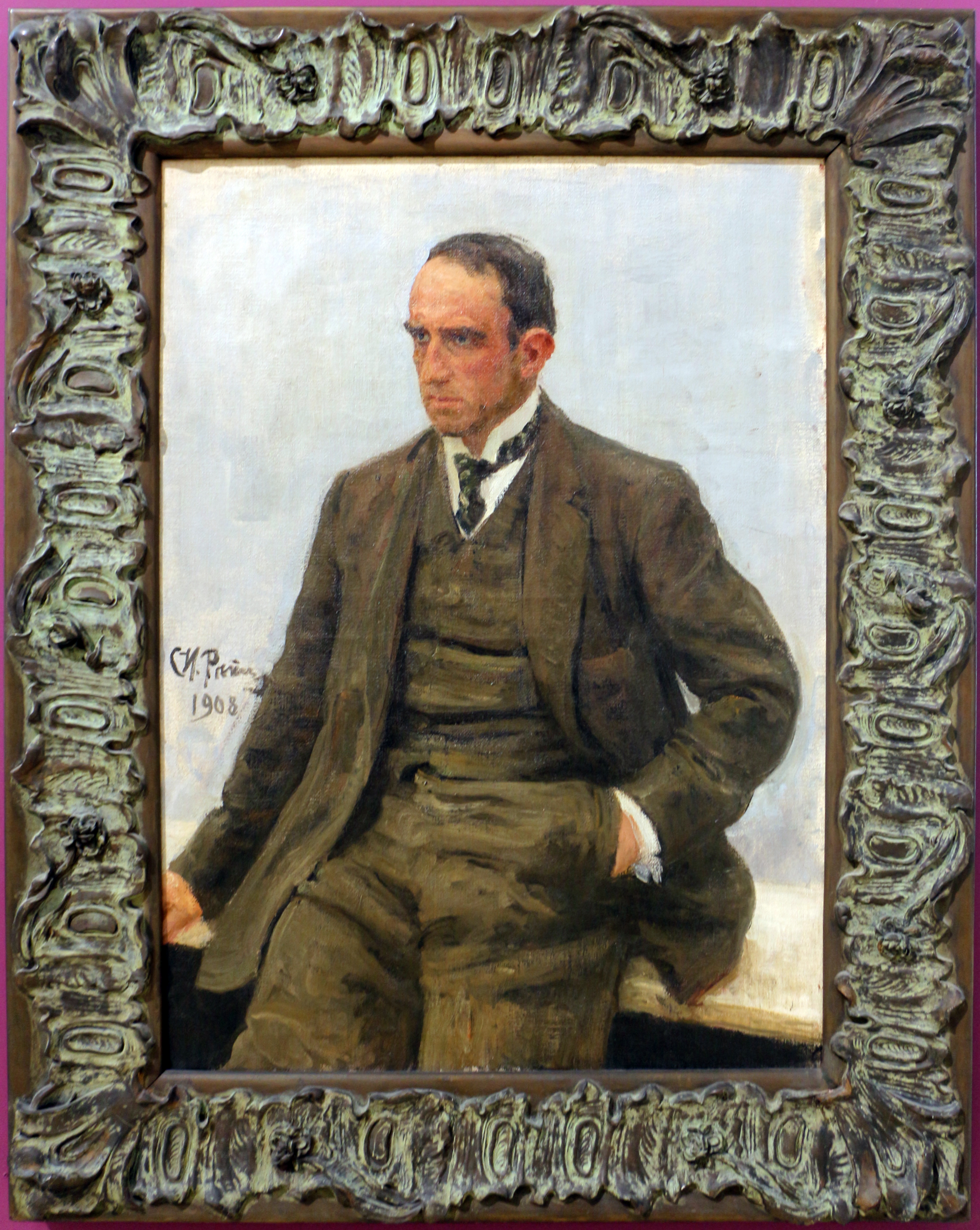
И. Е. Репин: Портрет П. П. Трубецкого
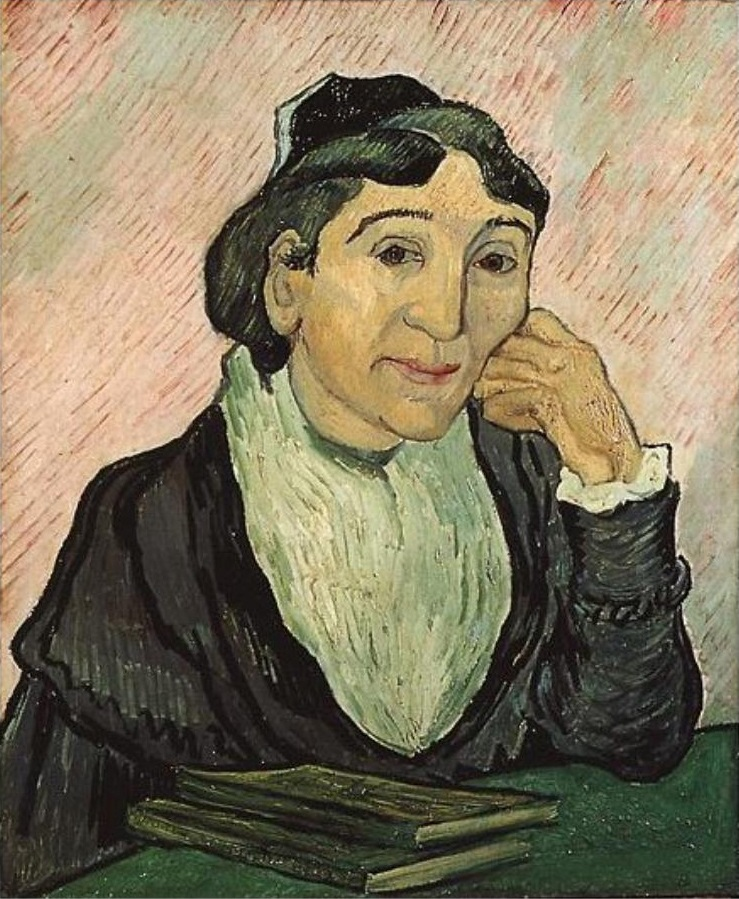
Винсент ван Гог: «Арлезианка» («Портрет мадам Жину»)
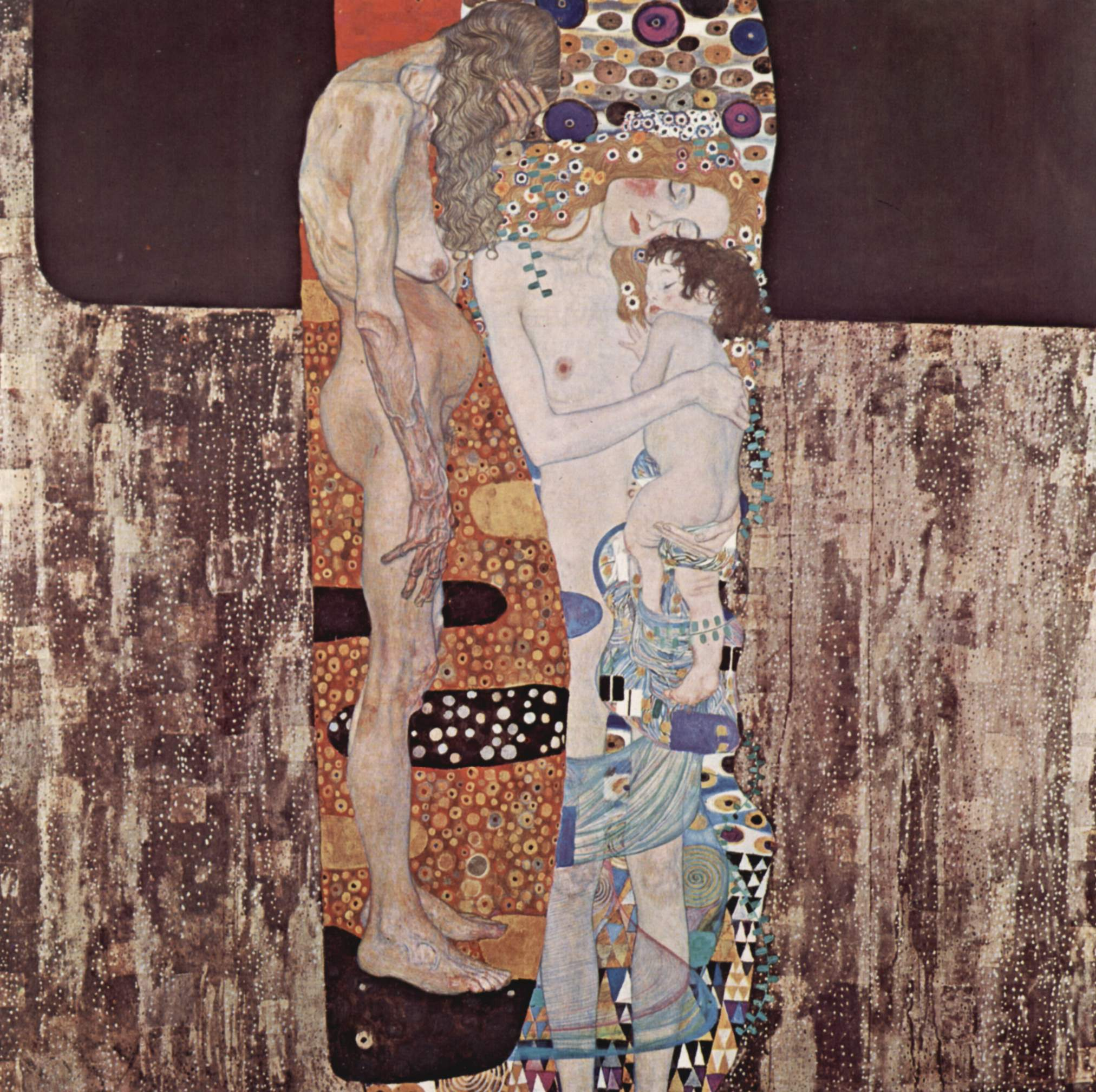
Густав Климт: «Три возраста женщины»
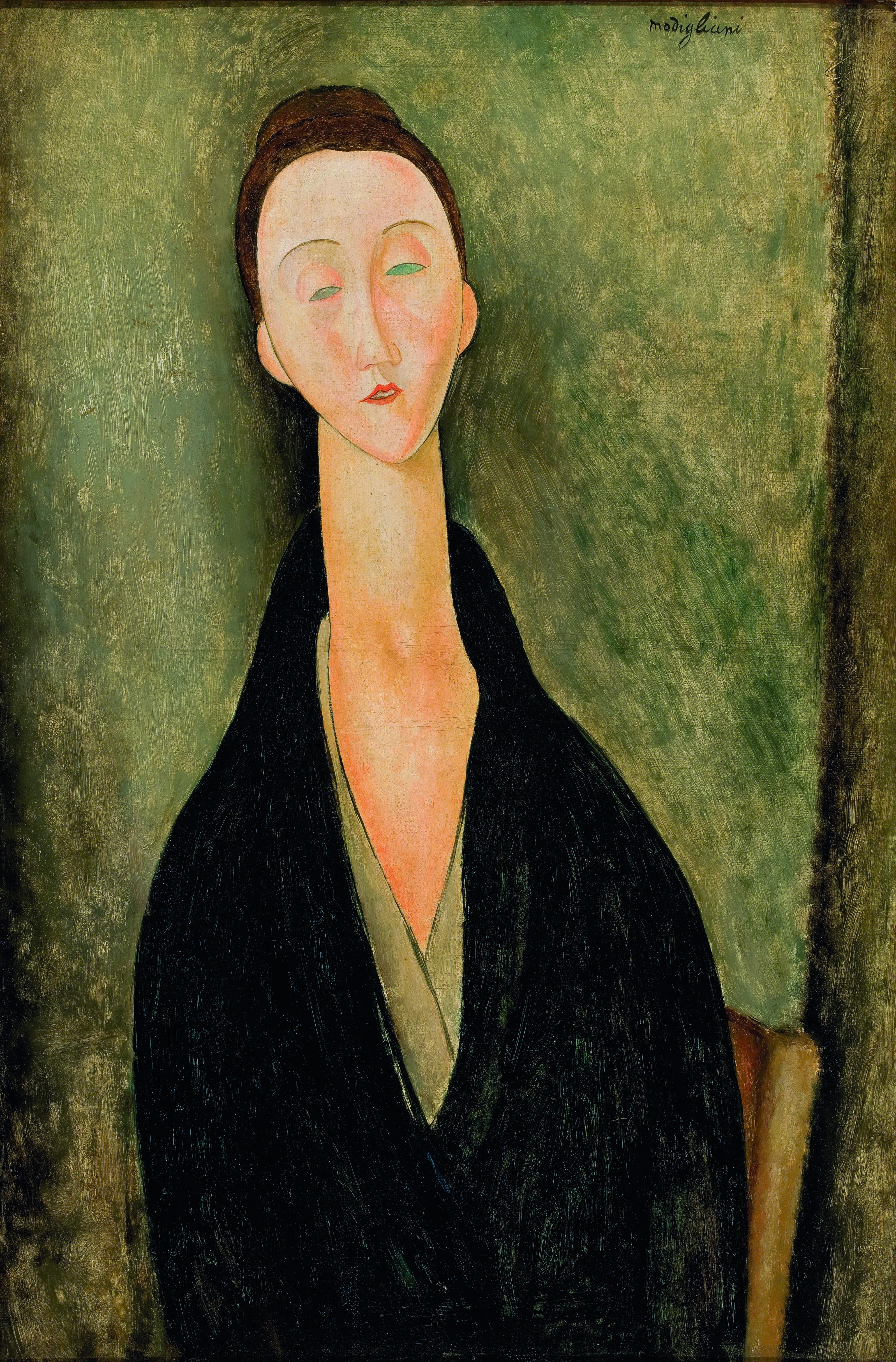
Амедео Модильяни: Портрет Анны Зборовской
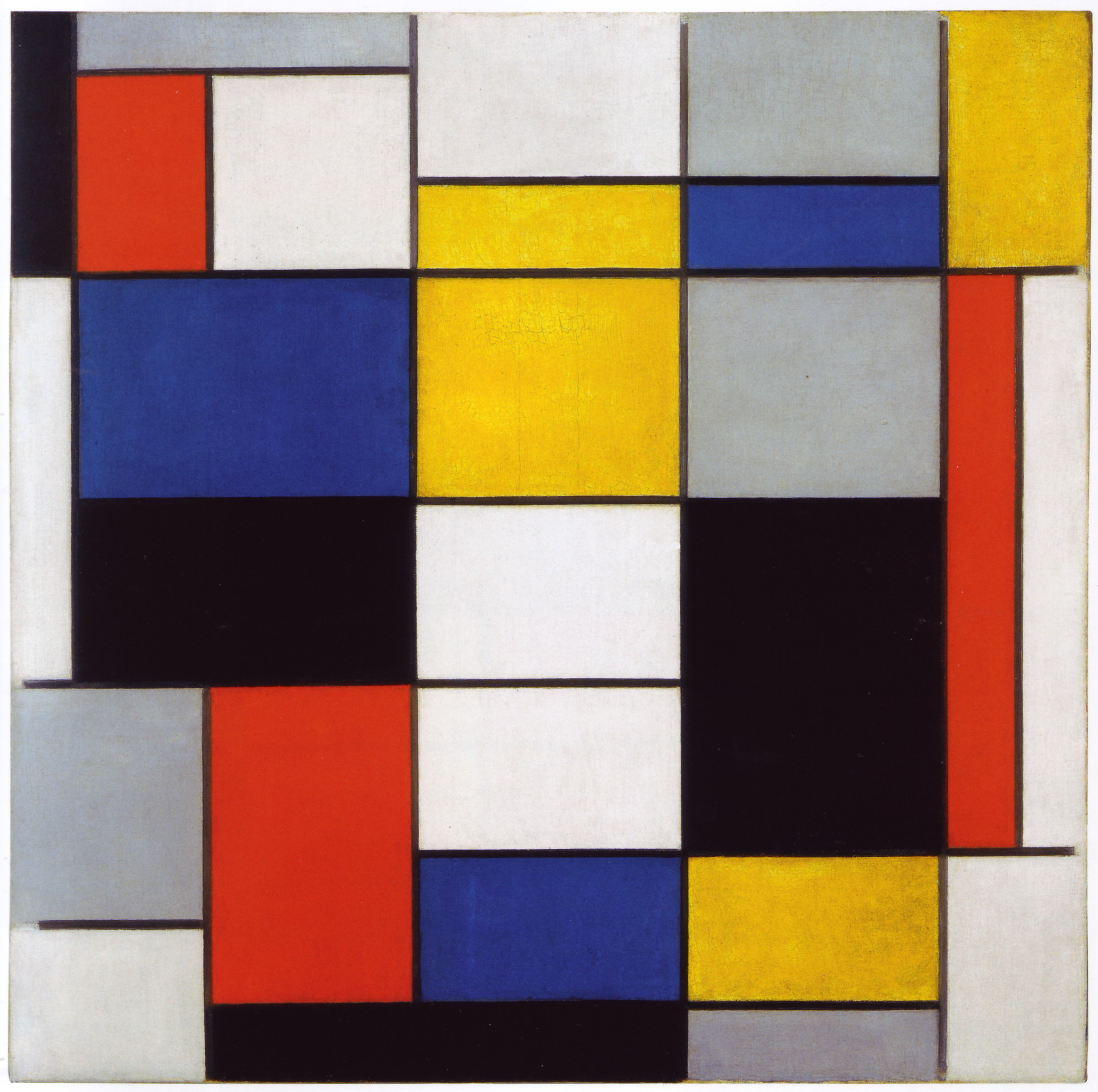
Пит Мондриан: Большая композиция